# Jan Kalivoda
Jan Křtitel Václav Kalivoda, född 21 februari 1801 i Prag, död 3 december 1866 i Karlsruhe, var en kompositör, dirigent och violinist av böhmiskt ursprung.

## Biografi
Kalivoda föddes 1801 i Prag. Han studerade vid konservatoriet i staden och anställdes som violinist vid teaterorkestern i Prag. Kalivoda blev sedan kapellmästare i Fürstenberg-Donaueschingen. Efter pensioneringen 1854 vistades han i Karlsruhe. Kalivoda var ledamot av Kungliga Musikaliska Akademien i Stockholm. Kalivoda har skrivit symfonier konserter, operor, stycken för violin och piano, samt sånger.

## Signifikans
Kalivoda "representerar en slags 'felande länk' mellan Beethoven och Schumann," skriver kritikern David Hurwitz, grundare av Classics Today.

## Verk (i urval)
- Symfoni nr 1 f-moll op. 7
- Oboekonsert op.110
- Violinkonsert nr 1 op. 9
- “Trois Grandes Marches pour le Piano à quatre mains“ op. 26
- “Divertissement pour le Piano à quatre mains“ F-Dur op. 28
- Symfoni nr 3 d-moll op. 32
- Symfoni nr 5 h-moll op. 106
- Duo för två violiner g-moll op. 70
- “Grande Sonate pour le Piano à quatre mains“ g-moll op. 135
- Mässa A-Dur op. 137
- Nocturnes op. 186
- Fantasi F-Dur op. 204
- Morceau de Salon för oboe och piano op. 228
- Morceau de Salon för klarinett och piano op. 229
- Morceau de Salon för fagott och piano op. 230
- “Die Audienz” (allegoriskt drama)
- “Prinzessin Christine”, opera i tre akter
- “Billibambuffs Hochzeitsreise zum Orcus und Olymp“, Fastnachtsspiel
- “Blanda, die silberne Birke“, opera i tre akter